# Philippe De Plouy
Philippe De Plouy ou Du Plouy (entre 1580 et 1590-1653) est un carme déchaux flamand, auteur d'ouvrages de spiritualité carmélitaine, sous le nom de Cyprien de Sainte-Marie.

## Biographie

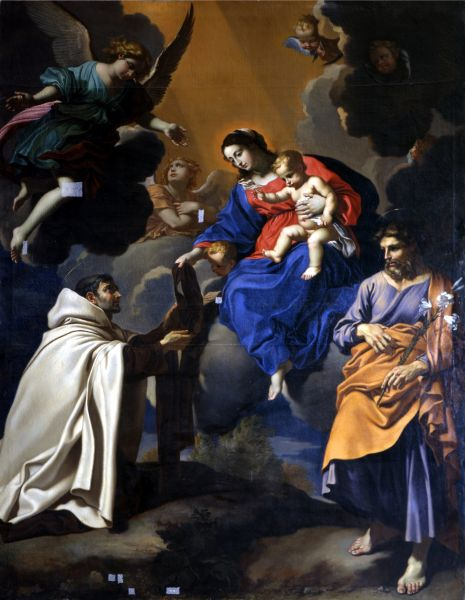
Remise du scapulaire de Notre-Dame du Mont-Carmel, en présence de saint Joseph (par Nicolas Mignard)

Philippe est né à Dixmude (Belgique) entre 1580 et 1590, et décédé à Bruxelles en 1653. Entré dans l'ordre des carmes déchaussés sous le nom de Cyprien de Sainte-Marie, il y exercera, au terme d'études approfondies, les fonctions de lecteur en philosophie et en théologie, et deviendra successivement prieur de différents couvents de la province flandro-belge. Il sera également confesseur du prince Charles de Lorraine (probablement Charles IV).

## Postérité
Cyprien de Sainte-Marie a laissé deux ouvrages en rapport avec la spiritualité de sa famille religieuse. Dans le cadre de l'animation pastorale des laïcs encouragée par la Contre-Réforme, il consacre un Thesaurus Carmelitarum en deux parties, aux dévotions et privilèges attachés à la confrérie du scapulaire de Notre-Dame du Mont-Carmel. Publié en 1625 à Cologne, cet ouvrage connaîtra de multiples réimpressions à Munich et Augsbourg, ainsi qu'une traduction allemande, encore à Cologne, en 1628. Ces années-là voient également l'essor du culte carmélitain de saint Joseph : l'Ordre le reconnaît comme son patron en 1621, et les déchaux lui consacrent sa première église en terre de France, à Paris, rue de Vaugirard, en 1625. De son côté, Philippe s'emploie à présenter le Joseph de Thérèse (Josephus Theresia), c'est-à-dire la manière exemplaire dont Thérèse d'Avila a honoré l'époux de la Vierge, en le considérant non seulement comme intercesseur, mais surtout comme guide dans l'oraison.

### Œuvres
- Thesaurus carmelitarum sive Confraternitatis Sanctissimi Scapularis excellentia, in duas partes distincta, Cologne, 1625.
- Josephus Theresia, hoc est modum colendi S. Joseph juxta doctrinam et exemplum S. Theresiae, Wurtzbourg, 1630.

### Études
- Eug. De Seyn, « De Plouy (Philippe) ou Du Plouy », Dictionnaire biographique des sciences, des Lettres et des Arts en Belgique, Bruxelles, Éditions L'Avenir, t. I,‎ 1936, p. 326, col. 2.
- Eug. De Seyn, « De Plouy Philippe ou Du Plouy », Dictionnaire des écrivains belges, Bio-bibliographie, Bruges, Éditions Excelsior, t. I,‎ 1930, p. 367, col. 1-2.